# Viljo Ylöstalo
Viljo Viktor Ylöstalo, född 14 december 1887 i Orimattila, död 25 april 1959 i Helsingfors, var en finländsk radiotekniker.
Ylöstalo blev diplomingenjör 1913 och var 1924–1953 professor i teoretisk elektroteknik och radioteknik vid Tekniska högskolan. Han var medlem av styrelsen för Rundradion 1927–1929 och 1934–1941 samt representerade Finland vid flera internationella radiokonferenser bland annat i sin egenskap av en av världens ledande experter i våglängdsfrågor. Han medverkade bland annat till att Rundradion fick en våglängd för sin långvågssändare och till att denna placerades i Lahtis. 